# Sušica (Pivka)
Sušica je ponikalni hudourniški potok, ki sodi v porečje reke Pivke. Ob nalivih se vanjo kot levi pritok izliva pri naselju Prestranek.